# Ceroplastes rufus
Ceroplastes rufus är en insektsart som beskrevs av De Lotto 1966. Ceroplastes rufus ingår i släktet Ceroplastes och familjen skålsköldlöss. Inga underarter finns listade i Catalogue of Life.